# Martin-chasseur cannelle
Todiramphus cinnamominus
Espèce
Statut de conservation UICN

 EW  : Éteint à l'état sauvage
Le Martin-chasseur cannelle (Todiramphus cinnamominus) est une espèce d'oiseaux de la famille des Alcedinidae qui vivait à l'état sauvage sur l'île de Guam, en Océanie.
L'espèce est ravagée par l'introduction accidentelle de serpents Boiga irregularis à partir des années 1950. Elle est considérée éteinte à l'état sauvage dans les années 1980.
En 2022, un programme d'élevage en captivité du US Fish and Wildlife Service est annoncé pour réintroduire l'espèce dans l'atoll Palmyra, inhabité et refuge naturel des États-Unis d'Amérique, avec 140 individus, à 5 800 km à l'est de Guam.

## Taxinomie
Le nom valide complet (avec auteur) de ce taxon est Todiramphus cinnamominus (Swainson, 1821). L'espèce a été initialement classée dans le genre Halcyon sous le protonyme Halcyon cinnamomina Swainson, 1821.
Todiramphus cinnamominus a pour synonymes :
- Halcyon cinnamonina Swainson, 1821
- Todirhamphus cinnamominus (Swainson, 1821)

### Sous-espèces
L'une des sous-espèces du Martin-chasseur cannelle est le Martin-chasseur de Miyako (Todiramphus cinnamominus miyakoensis) considéré un temps comme une espèce à part entière, mais dont le statut taxonomique est incertain, et dont l'existence est possiblement hypothétique.
D'après la classification de référence (version 5.3, 2015) du Congrès ornithologique international, cette espèce est constituée des quatre sous-espèces suivantes (ordre phylogénique) :
- † Todiramphus cinnamominus miyakoensis (Kuroda, 1919) – Martin-chasseur de Miyako, sous-espèce de statut taxinomique incertain, possiblement hypothétique ;
- Todiramphus cinnamominus pelewensis (Wiglesworth, 1891) ;
- Todiramphus cinnamominus reichenbachii Hartlaub, 1852 ;
- Todiramphus cinnamominus cinnamominus (Swainson, 1821).

## Galerie

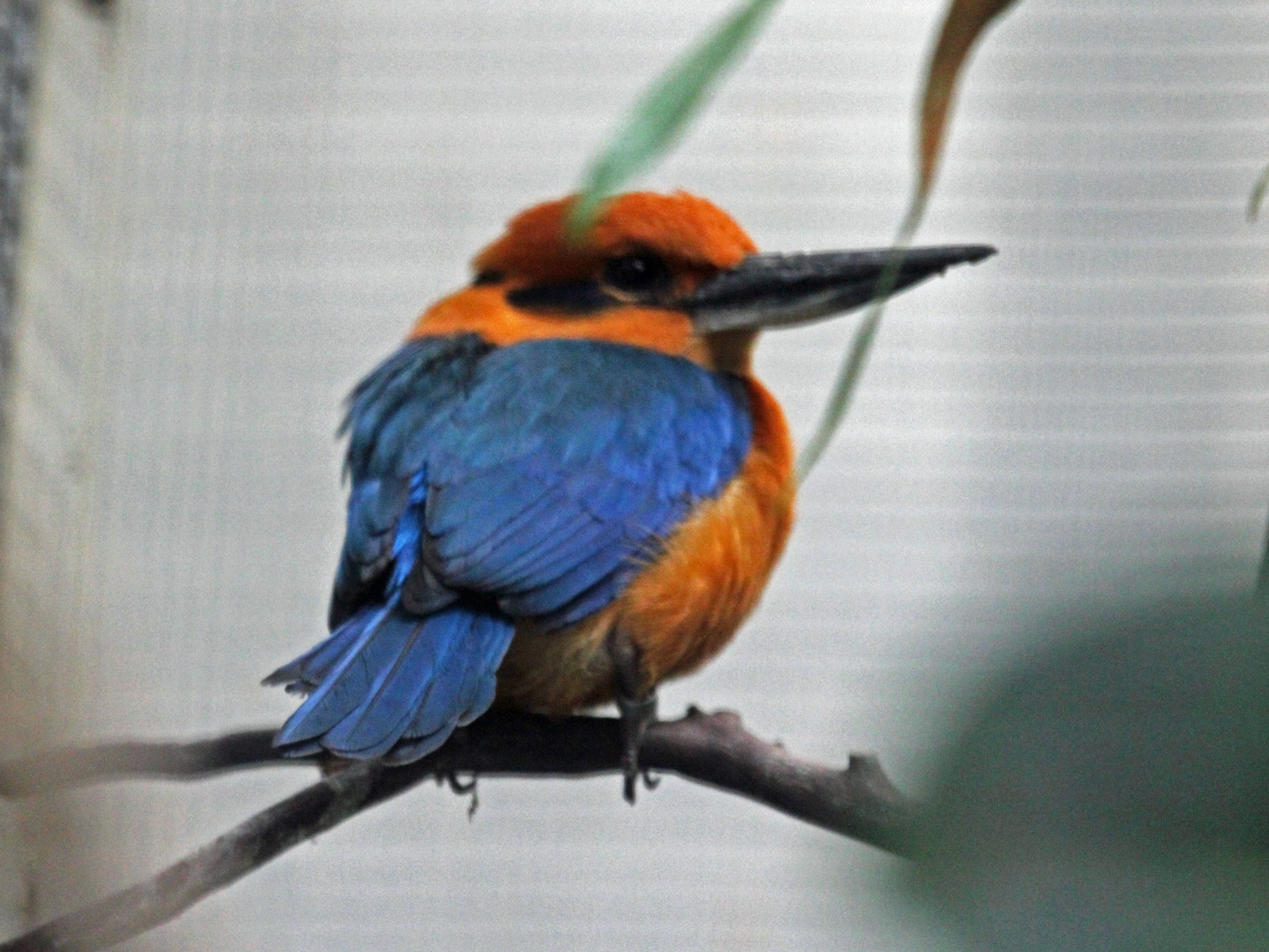
Todiramphus cinnamominus
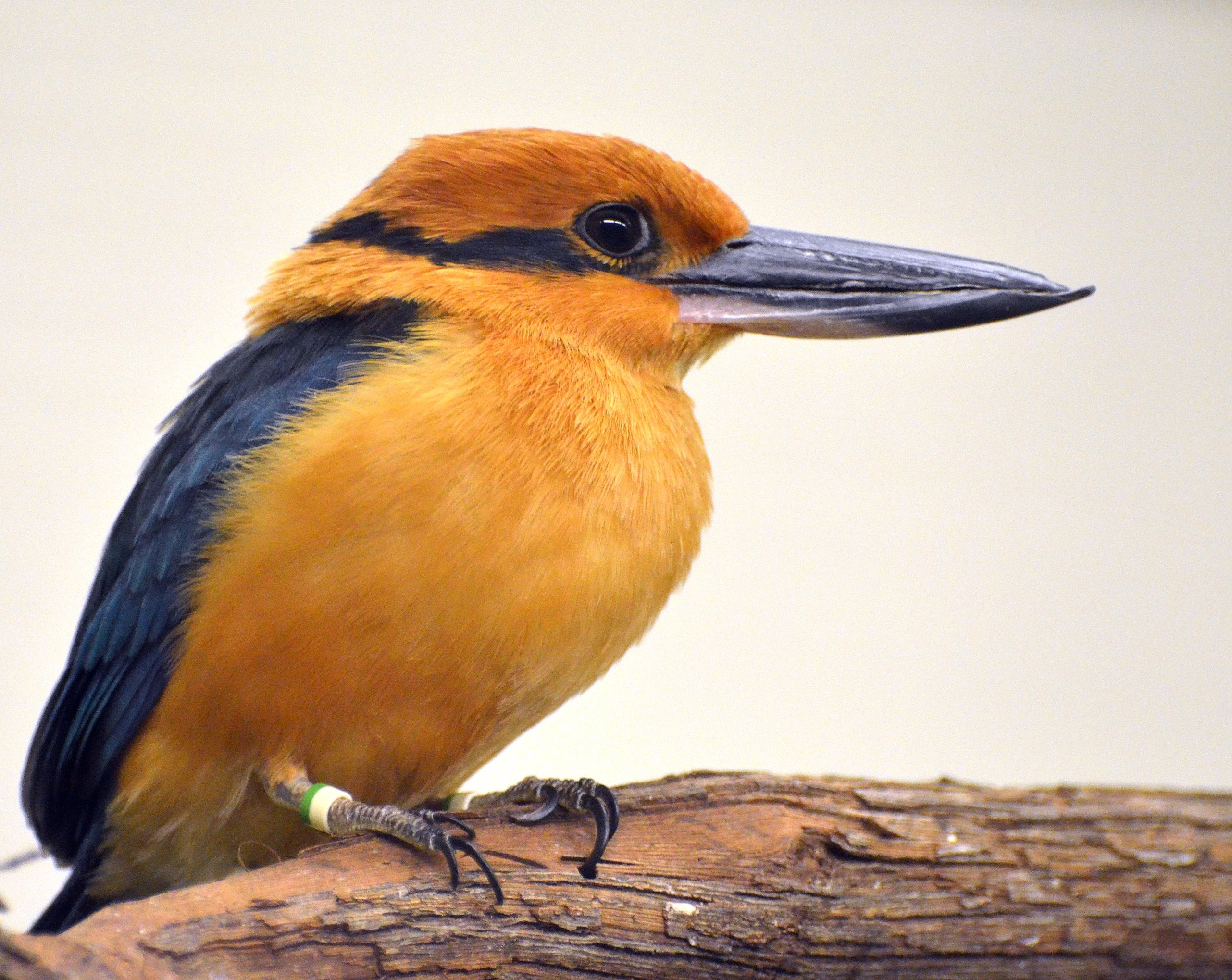
Todiramphus cinnamominus
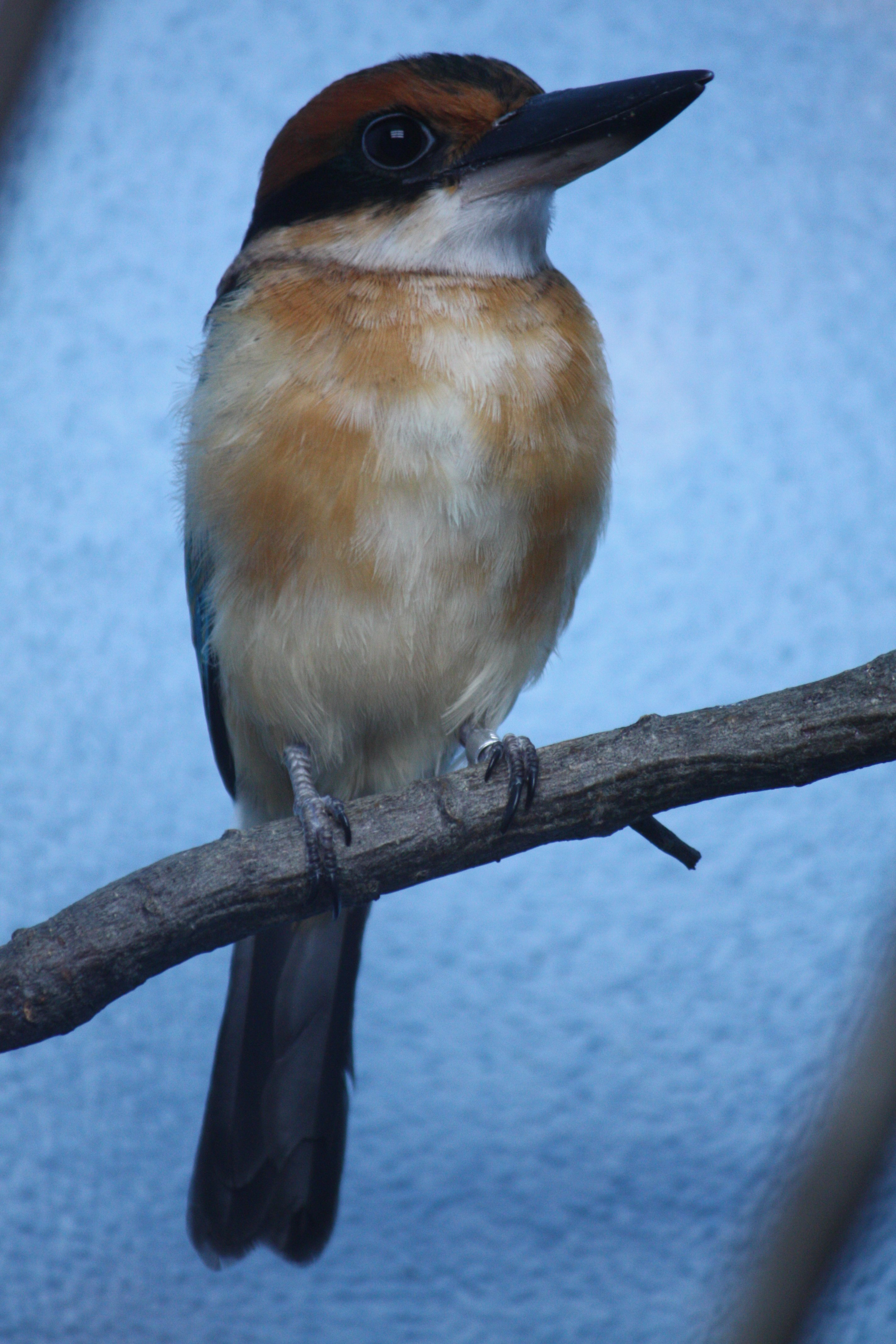
Todiramphus cinnamominus cinnamominus
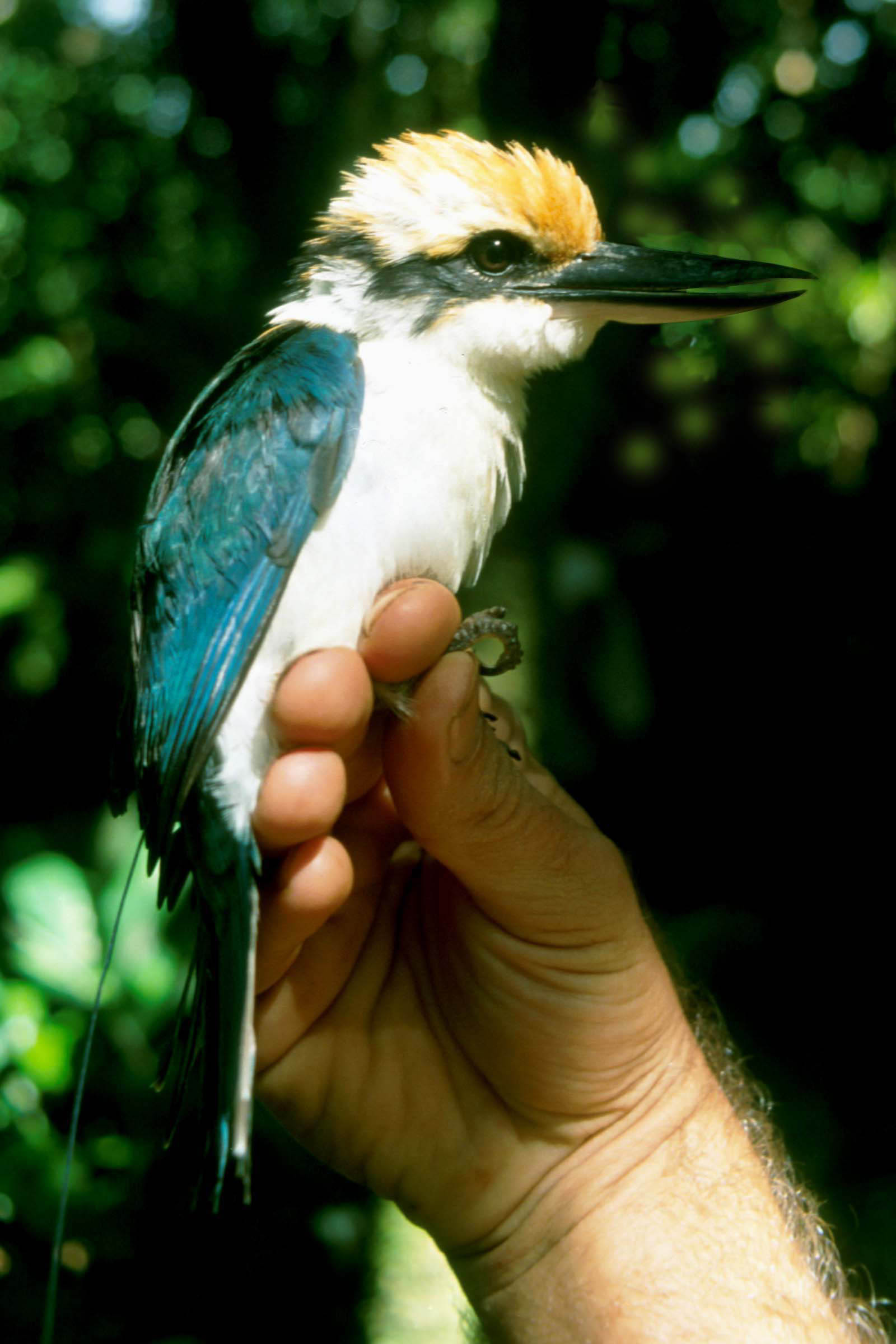
Todiramphus cinnamominus reichenbachii